# باربارا استرایسند
باربارا جون استرایسند (انگلیسی: Barbara Joan Streisand؛ زادهٔ ۲۴ آوریل ۱۹۴۲) خواننده، بازیگر و فیلم‌ساز آمریکایی است. او در طول شش دهه فعالیت حرفه‌ای، برندهٔ جوایز مختلفی از قبیل دو جایزهٔ اسکار، نه جایزهٔ گرمی، چهار جایزهٔ امی و یک جایزهٔ تونی شده و یکی از معدود هنرمندانی است که همه این جوایز را کسب کرده‌اند.

## آغاز زندگی
پدر باربارا هنگامی که او ۱۵ ساله بود به خاطر خونریزی مغزی درگذشت و خانواده را در فقر گذاشت. چند سال بعد که مادر او برای بار دیگر ازدواج کرد زندگی با حضور پدرخوانده برای استرایسند بهتر نشد. پدرخوانده او فروشنده اتومبیل دست‌دوم و مردی سرد و ظالم بود. او در ۱۶ سالگی خانه را ترک کرد و به‌عنوان منشی مشغول به کار شد و هم‌زمان آخر هفته‌ها به‌عنوان راهنما در تئاتر کار می‌کرد تا بتواند آخرین نمایش‌های تئاتر برادوی را ببیند.

## زندگی حرفه‌ای
استرایسند در سال ۱۹۶۰ در یک مسابقه استعدادیابی در یکی از بارهای همجنسگرایان در منهتن شرکت کرد و برنده قاطع جایزه ۵۰ دلاری و شام رایگان آن رقابت شد. پس از آن، همه کلوپ‌های محله گرینویچ نیویورک از استرایسند برای اجرای برنامه دعوت کردند.
به دنبال آن، یکی از مدیران تئاتر به نام آرتور لورنتس او را اجرای نقش کوتاه کمدی در نمایشی به نام می‌توانم از عمده‌فروشی برایت تهیه کنم استخدام کرد. در نخستین شب اجرای نمایش، تک ترانه‌ای که استرایسند خواند با چنان استقبالی مواجه شد که گفته می‌شود تماشاگران پنج دقیقه ایستاده برای او دست می‌زدند. اما نقش بعدی او در نمایش دختر بامزه (برداشت آزادی از داستان زندگی فنی بریک) بود که او را تبدیل به ستاره‌ای پرآوازه کرد. اما استرایسند نتوانست از این موفقیت لذت زیادی ببرد. زیرا سیدنی چاپلین (پسر چارلی چاپلین) که نقش مقابل او را بازی می‌کرد، تلاش داشت همه توجه‌ها را به خود جلب کند و بازی استرایسند را زیر سایه بازی خود ببرد. چاپلین همچنین سعی کرد رابطه عاشقانه‌ای با استرایسند داشته باشد که با مخالفت او روبرو شد. این مسئله به دشمنی چاپلین با استرایسند و خشونت کلامی انجامید و چنان اثری بر استرایسند گذاشت که دچار ترس از صحنه شد و تا ۲۷ سال در هیچ کنسرتی حاضر نشد.
در پی حضور مهمان در برنامه‌های تلویزیونی مختلف، او با کلمبیا رکوردز قرارداد بست و اصرار داشت که بر فعالیت هنری خود کنترل کامل داشته باشد و در ازای آن دستمزد کمتری را بپذیرد. این روند در طول فعالیت حرفه‌ای او تداوم یافت. او نخستین آلبوم استودیویی خود با نام آلبوم باربرا استرایسند (۱۹۶۳) را منتشر کرد که برندهٔ جایزهٔ گرمی آلبوم سال شد. او در طول فعالیتش ۱۱ آلبوم خود را به صدر جدول بیلبورد ۲۰۰ رسانده و این رکورد را به نام خود ثبت کرده‌است. همچنین پنج تک‌آهنگ از او در صدر جدول بیلبورد هات ۱۰۰ قرار گرفته‌است.
استرایسند در پایان دههٔ ۱۹۶۰ و بعد از موفقیت در زمینهٔ موسیقی، به سینما روی آورد. او برای نقش‌آفرینی در دختر شوخ (۱۹۶۸) موفق به کسب جایزهٔ اسکار بهترین بازیگر زن شد. او با فیلم‌های سلام، دالی! (۱۹۶۹)، چه خبر دکتر؟ (۱۹۷۲) و آنطور که بودیم (۱۹۷۳) شهرت بیشتری را به دست آورد. استرایسند برای نوشتن موسیقی ستاره‌ای متولد شده‌است برندهٔ جایزهٔ اسکار بهترین ترانه شد. او با ینتل (۱۹۸۳) نخستین زنی شد که نویسندگی، تهیه‌کنندگی، کارگردانی و بازی در یک فیلم بلند استودیویی را بر عهده گرفته‌است. این فیلم برندهٔ جایزهٔ اسکار بهترین موسیقی و جایزهٔ گلدن گلوب بهترین فیلم موزیکال شد. استرایسند همچنین جایزهٔ گلدن گلوب بهترین کارگردانی را دریافت کرد و نخستین زنی بود که برندهٔ این جایزه شد. او بعدها شاهزاده جزر و مد (۱۹۹۱) و آینه دو چهره دارد (۱۹۹۶) را کارگردانی کرد.
بیش از ۱۵۰ میلیون از آثار موسیقایی استرایسند به فروش رفته و او یکی از پرفروش‌ترین هنرمندان موسیقی در تمام ادوار است. طبق گزارش انجمن صنعت ضبط موسیقی ایالات متحده آمریکا، او با فروش ۶۸٫۵ میلیون آلبوم بر اساس گواهی دریافت‌شده، پرفروش‌ترین هنرمند زن در زمینهٔ گواهی است. مجلهٔ بیلبورد او را برترین هنرمند زن در جدول فروش بیلبورد ۲۰۰ و برترین هنرمند زن معاصر بزرگسال در تمام ادوار رتبه‌بندی کرده‌است. به او دیگر افتخارات مانند نشان افتخار آزادی رئیس‌جمهوری، جایزهٔ اسطورهٔ گرمی، جایزهٔ یک عمر دستاورد هنری گرمی و نه جایزهٔ گلدن گلوب اهدا شده‌است.

## فیلم‌شناسی
| سال  | نام فیلم                                |
| ---- | --------------------------------------- |
| ۱۹۶۸ | دختر شوخ                                |
| ۱۹۶۹ | سلام، دالی!                             |
| ۱۹۷۰ | در یک روز آفتابی همه‌جا را می‌توانی ببینی |
| ۱۹۷۰ | جغد و گربه ملوس                         |
| ۱۹۷۲ | تازه چه خبر دکتر؟                       |
| ۱۹۷۲ | بالا سندباکس                            |
| ۱۹۷۳ | آنطور که بودیم                          |
| ۱۹۷۴ | به خاطر پیت                             |
| ۱۹۷۵ | بانوی شوخ‌طبع                            |
| ۱۹۷۶ | ستاره‌ای متولد شده‌است                    |
| ۱۹۷۹ | رویداد اصلی                             |
| ۱۹۸۱ | تمام طول شب                             |
| ۱۹۸۳ | ینتل                                    |
| ۱۹۸۷ | دیوانه                                  |
| ۱۹۹۱ | شاهزاده جزر و مد                        |
| ۱۹۹۶ | آینه دو چهره دارد                       |
| ۲۰۰۴ | ملاقات با فاکرها                        |
| ۲۰۱۰ | فاکرهای کوچک                            |
| ۲۰۱۲ | سفر گناه                                |